# Udzungwahöna
Udzungwahöna (Xenoperdix udzungwensis) är en relativt nyupptäckt mycket fåtalig och utrotningshotad afrikansk hönsfågel i familjen fasanfåglar.

## Utseende
Udzungwahönan är en 29 centimeter lång rapphöneliknande roströd och grå fasanfågel. Ovansidan är djupt roströd och svartbandad, medan den grå undersidan är kraftigt svartfläckig. I ansiktet syns en orangeröd strupe och ögonbryn samt en korallröd näbb. Benen är gula.
Taxonet obscurata är något mindre än nominatformen, saknar vitt halsband och ockra på undergumpen samt har fläckat ansikte, mindre tydligt tvärbandade armpennor och fjälligt mönster på vingtäckarna.

## Utbredning och systematik
Udzungwahönan beskrevs som ny art så sent som 1994. Den förekommer enbart i södra Tanzania och delas in i två underarter med följande utbredning:
- Xenoperdix udzungwensis udzungwensis – Udzungwabergen
- Xenoperdix udzungwensis obscurata  – Maf-wemiroskogar i Rubehohögländerna

Taxonet obscurata  beskrevs så sent som 2005 som en egen art skild från udzungwahönan, grundat på avvikande utseende och viss skillnad i mitokondrie-DNA,

### Släktskap
Udzungwahönan ansågs initialt vara en avvikande frankolin eller sporrhöna, hönsfåglar som båda förekommer i Afrika. Genetiska studier bekräftar dock att de står närmast de asiatiska sånghönsen i Arborophila.

## Levnadssätt
Udzungwahönan förekommer i bergsbelägen städsegrön skog mellan 1350 och 1900 meters höjd. Där födosöker den bland löv på marken efter ryggradslösa djur som skalbaggar, myror, flugor och gråsuggor, men även frön. Fågeln häckar möjligen från och med regnperiodens början; kycklingar från nominatformen har observerats i slutet av december och början av december. Arten förmodas vara stannfågel.

## Status och hot
Denna art är endast känd från tre lokaler i ett mycket litet utbredningsområde och har en världspopulation på endast 2000-2700 vuxna individer. Den är också utsatt för jakt och habitatförstörelse. Populationen tros dock vara stabil, även om den varierar från år till år. Sammantaget gör det att internationella naturvårdsunionen IUCN kategorisear arten som starkt hotad.